# Jean Baptiste Philibert Vaillant
Jean Baptiste Philibert Vaillant (Digione, 6 dicembre 1790 – Parigi, 4 giugno 1872) è stato un generale francese, maresciallo di Francia.
Divenuto senatore nel 1852, fu ministro della Guerra dal 1854 al 1859 e ministro della casa dell'Imperatore e dei Beni Culturali dal 1860 al 1870.

## Biografia

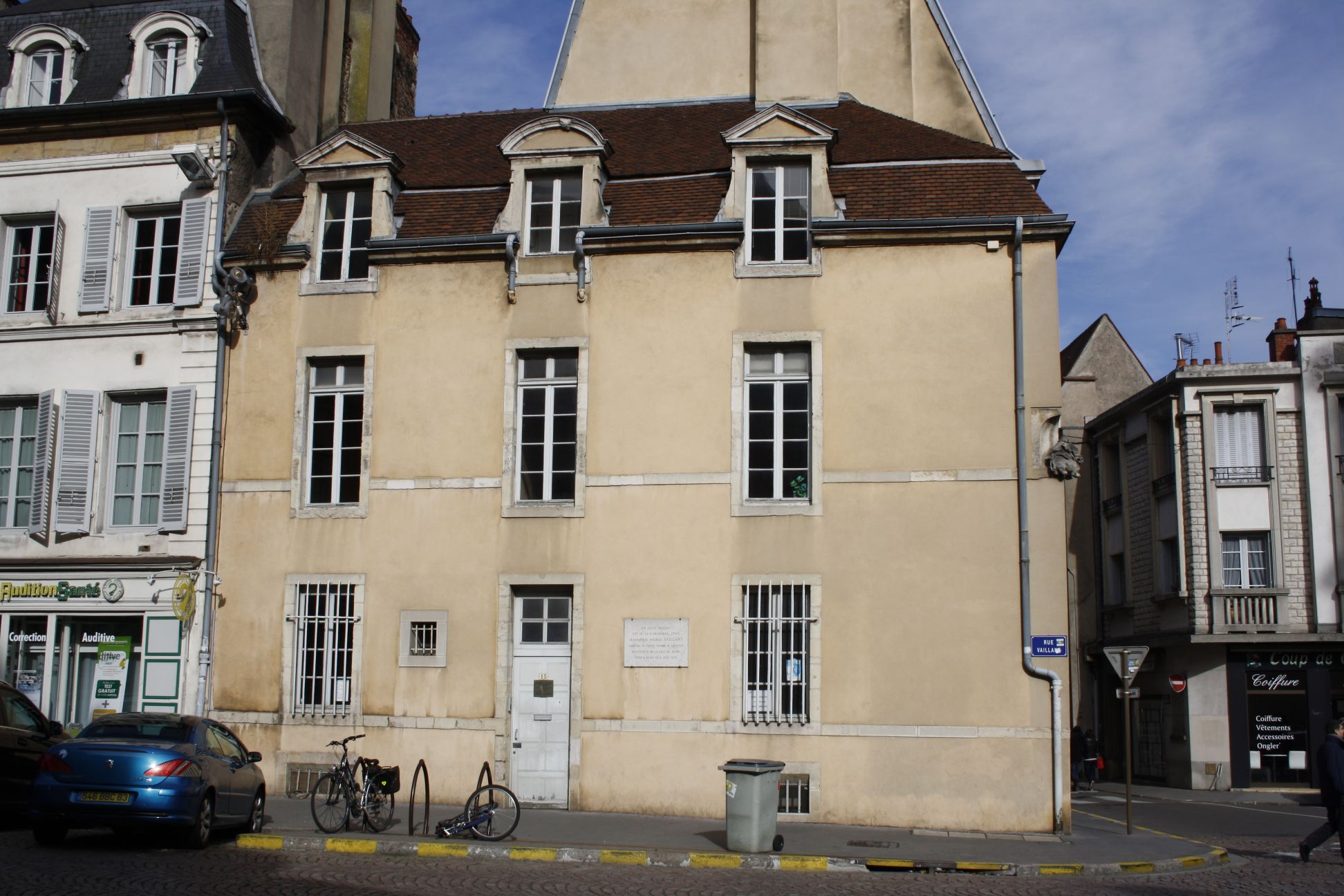
La casa natale del generale Vaillant a Digione

Vaillant studiò all'École polytechnique nel 1807 per poi passare alla scuola del genio di Metz, dalla quale uscì nel 1809, entrando a far parte dell'esercito francese.
Prestò servizio nella Campagna di Russia partecipando alla presa di Danzica nel 1811, incontrando personalmente Napoleone nel 1812 e venendo fatto prigioniero nel 1813, nel corso della battaglia di Kulm assieme a Dominique-Joseph René Vandamme ed a François Nicolas Benoît Haxo che saranno poi valenti generali come lui. Liberato alla sigla della pace, durante i Cento giorni combatté a Ligny, a Waterloo ed a Parigi ove venne ferito.
Promosso al rango di capo di battaglione, comandò quindi una formazione nella campagna d'Algeria del 1830 ove venne nuovamente ferito. Promosso al grado di tenente colonnello, servì sotto Gérard nella spedizione del Belgio del 1831 per poi tornare nuovamente in Algeria.
Vaillant comandò le fortificazioni di Algeri dal 1837 al 1838, quando, richiamato in patria, divenne direttore dell'École polytechnique. Promosso tenente generale nel 1845, fu incaricato di costruire le fortificazioni attorno a Parigi sotto il comando di Dode de la Brunerie. Nel 1849 gli fu affidato il comando del genio del corpo di spedizione francese a Roma per liberare la città dai rivoluzionari della Repubblica Romana e restaurare l'autorità pontificia. Al termine di questa missione ottenne la gran croce della Legion d'onore.

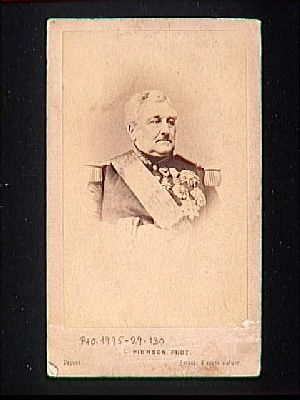
Jean-Baptiste Vaillant in una fotografia di metà Ottocento ad opera di Pierre-Louis Pierson.

Nominato maresciallo di Francia nel 1851, Vaillant servì come ministro della guerra dal 1854 al 1859, entrando all'Accademia delle scienze nel 1853 e venendo nominato senatore e gran maresciallo di palazzo da parte di Napoleone III. Tra il 1856 ed il 1860, ottenne per tre volte l'incarico di ministro dell'istruzione pubblica e del culto (1º luglio - 13 agosto 1856; 15 agosto 1857 - 28 agosto 1860; 30 settembre - 10 ottobre 1860).
Nel 1859 prese parte alla Seconda guerra d'indipendenza italiana e fu presente alla Battaglia di Magenta, siglando l'8 luglio di quello stesso anno la sospensione delle armi che precedette il ben più famoso Armistizio di Villafranca.
Nel 1860 divenne ministro responsabile della casa imperiale e nel 1864 fu nominato Gran Cancelliere della Legion d'onore. Dal 1863 al 1870 venne nominato ministro dei Beni Culturali nonché membro del Consiglio Privato dell'imperatore. Dal 1858 al 1870 presiedette il Consiglio generale della Côte-d'Or, suo dipartimento natale. Dopo la caduta del Secondo Impero nel settembre 1870, Vaillant fu mandato in esilio, ma l'anno successivo gli fu concesso di tornare. Morì a Parigi nel 1872.

## Araldica
| Stemma | Descrizione                                   | Blasonatura |
|        | Jean Baptiste Philibert Vaillant Conte romano | Inquartato: al 1°, d'azzurro, alla spada d'argento, guarnita d'oro; al 2° di rosso alla torre d'argento, aperta di nero; al 3° di rosso, al crescente d'argento, sormontato da una stella del medesimo; al 4° d'azzurro alle due chiavi pontificie in oro (in commemorazione della spedizione di Roma del 1849) |